# Hortaleza Periódico Vecinal
Hortaleza Periódico Vecinal es una publicación bimensual de información local editada en el distrito de Hortaleza (Madrid) por diferentes colectivos y asociaciones vecinales.
Surge en 2007 a iniciativa del movimiento vecinal e inspirado en el periódico local Vicálvaro Distrito 19, del distrito madrileño de Vicálvaro, aunque su primer número se publicaría en la primavera del año 2009. Con una tirada de 10.000 ejemplares gratuitos, se distribuye por comercios de todo el distrito madrileño. También se puede descargar su edición digital en el portal periodicohortaleza.org.

## Firmas
En todos sus números, el escritor Isaac Rosa publica una columna sobre asuntos de actualidad, acompañada de una viñeta del cómico y actor Agustín Jiménez. El músico y escritor Kike Suárez firma en la contraportada la columna "Memorias de una Jukebox". También colaboran Daniel Díaz, autor del blog "Ni libre ni ocupado", y Juan Carlos Aragoneses, del blog Historias de Hortaleza.